# Lac de l'Astarac
Le lac de l'Astarac, ou réservoir de l'Astarac, est un lac de barrage français situé dans le Gers, en région Occitanie.

## Géographie

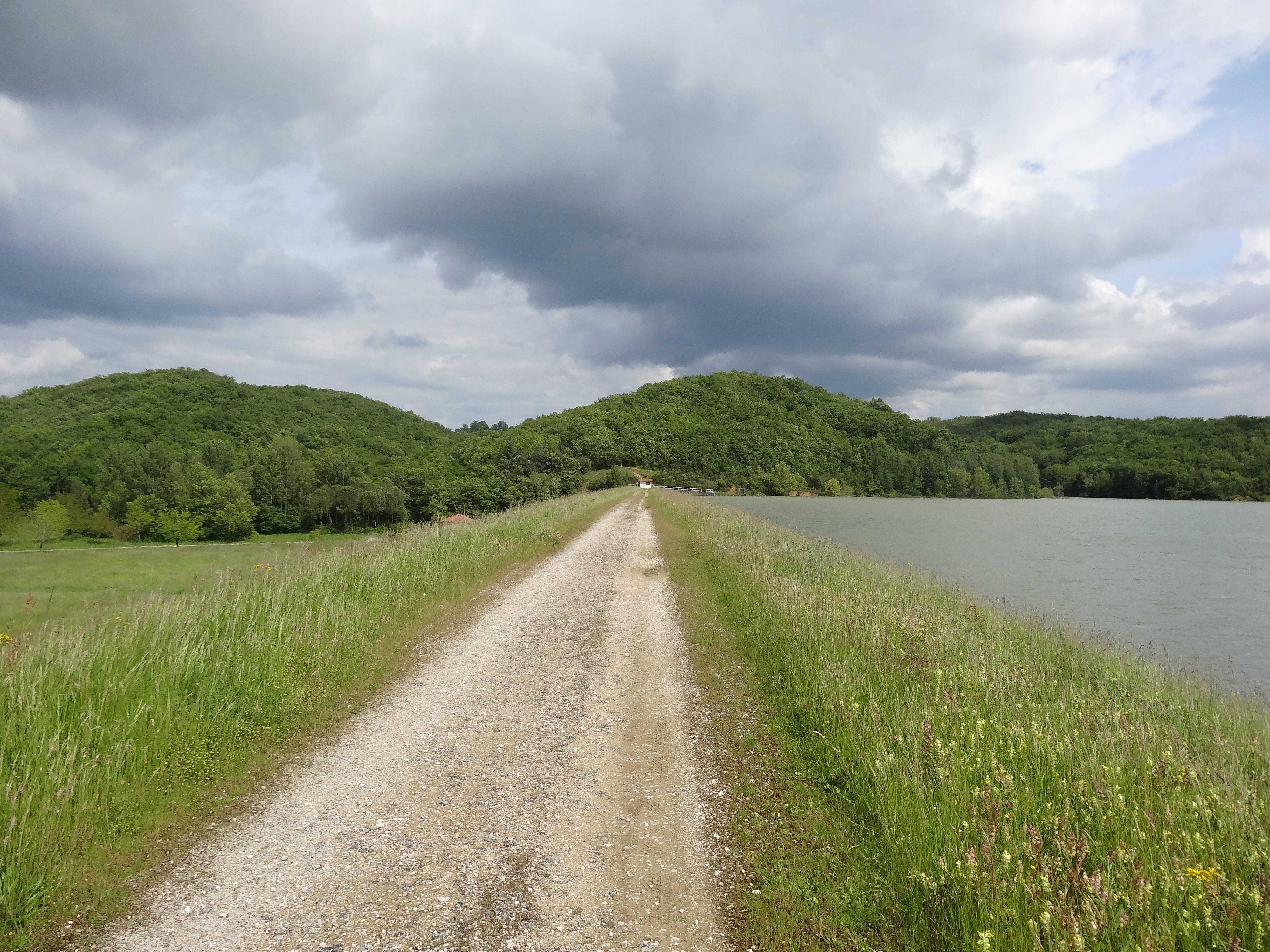
La digue du lac.

Le lac de l'Astarac s'étend sur deux communes, Aussos et Bézues-Bajon. Ses eaux sont retenues par un barrage se déployant sur la vallée de l'Arrats. 
Le lac de l'Astarac a la particularité de s'étendre sur deux vallées, la vallée de l'Arrats de devant et la vallée de l'Arrats, séparées par un coteau qui s'interrompt à environ 1 km de la digue. Le plan d'eau prend ainsi la forme d'un Y. Le lac est limité côté est par un coteau boisé et côté ouest par la D40.

## Histoire
Le barrage a été édifié en 1976 afin de récupérer les eaux de pluie et les eaux provenant des Pyrénées, pour les utiliser à des fins agricoles lors des étés secs fréquents dans cette zone située au-delà du plateau de Lannemezan.

## Description

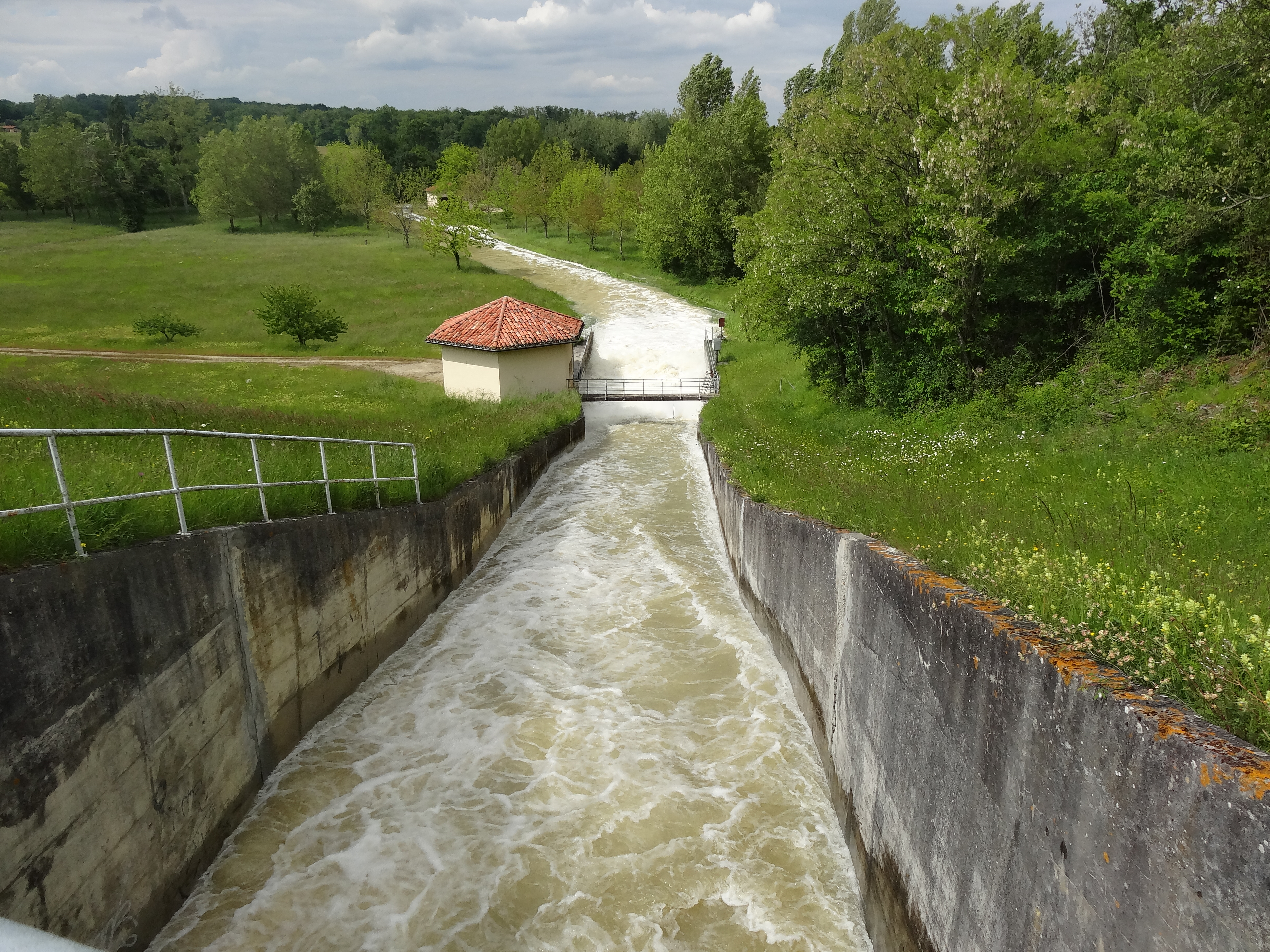
Le déversoir, lors de la crue du 30 et 31 mai 2013.

L'existence de ce lac est dû à un barrage en remblai, très fréquent dans le secteur. Il enjambe la vallée de l'Arrats, et possède un déversoir situé côté est de la digue pour évacuer le surplus d'eau. D'une surface de 180 ha, le réservoir a une contenance de 10 millions de mètres cubes. Il est géré par la CACG (Compagnie d’Aménagement des Coteaux de Gascogne).
L'apport de l'eau est assuré par les eaux de pluie et par l'Arrats et l'Arrats de devant. Le premier, à l'inverse du second, est alimenté par le canal de la Neste, qui contribue toute l'année au soutien d'étiage de la rivière. Le lac fait ainsi partie du système hydraulique Neste, lui aussi géré par la CACG.

## Protection environnementale
Le plan d'eau de l'Astarac et le coteau de l'Arrats sont inscrits et répertoriés en ZNIEFF de type 1.
Récemment, le lac de l'Astarac s'est vu englobé dans le réseau Natura 2000 des vallées et coteaux de la Lauze, accroissant ainsi la protection de la faune et la flore du milieu.

## Ornithologie
Le lac de l’Astarac est le siège d'une riche biodiversité, notamment d'un point de vue ornithologique, car étant le lieu de haltes migratoires ou de zones d’hivernage pour de nombreuses espèces d’oiseaux. Ainsi, on dénombre plusieurs espèces de hérons comme le Héron cendré, le Héron garde-bœuf et le Bihoreau gris, ainsi que des aigrettes, des rapaces comme l'Aigle botté et le Milan royal, des spatules, des Bernaches ou encore des chauves-souris comme les Murin de Beschein.

## Activités touristiques
La baignade est interdite durant toute l'année. Néanmoins, le lac est un point fort pour l'attrait touristique de l'Astarac avec la pêche pour activité courante avec la pêche sportive, la pêche de nuit, la pêche de détente ou encore la pêche en barque. On y trouve ainsi des carpes, des gardons, des sandres, des perches, des truites ou encore des brochets. 
La pratique de loisirs sportifs est également répandue sur le site. Ainsi, différents chemins autour du lac permettent de s'adonner à la marche ou encore au VTT. On trouve également un parcours de santé, tracé sportif d'environ 3 km agrémenté de divers modules d'entretiens sportifs. Des manifestations sportives ou de loisirs ont lieu durant l'année, à l'exemple d'un Raid nature. À noter la présence de plusieurs aires de pique-nique.

## Galerie

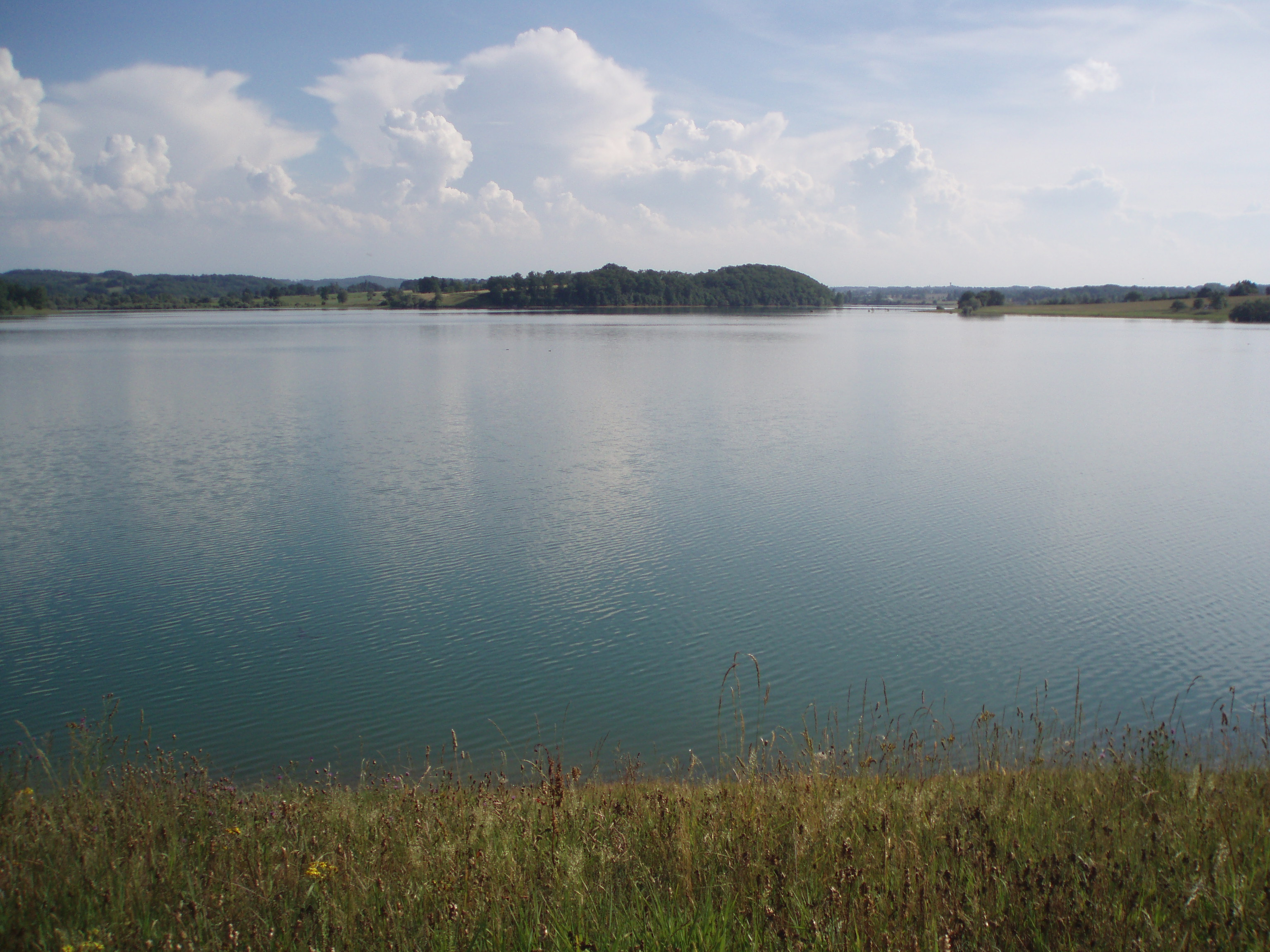
Vue générale en 2011.
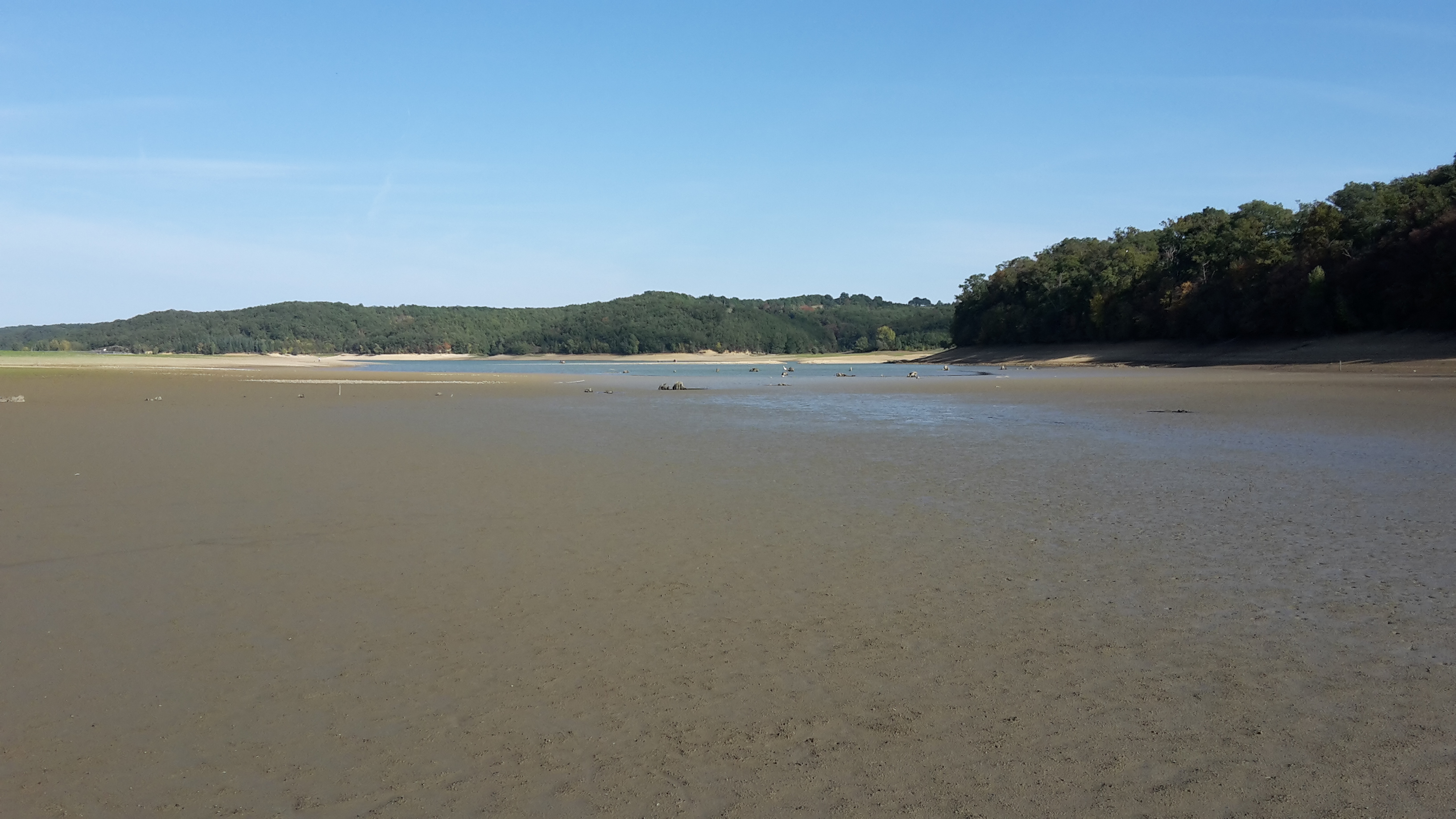
Faible volume d'eau à l'automne 2016...
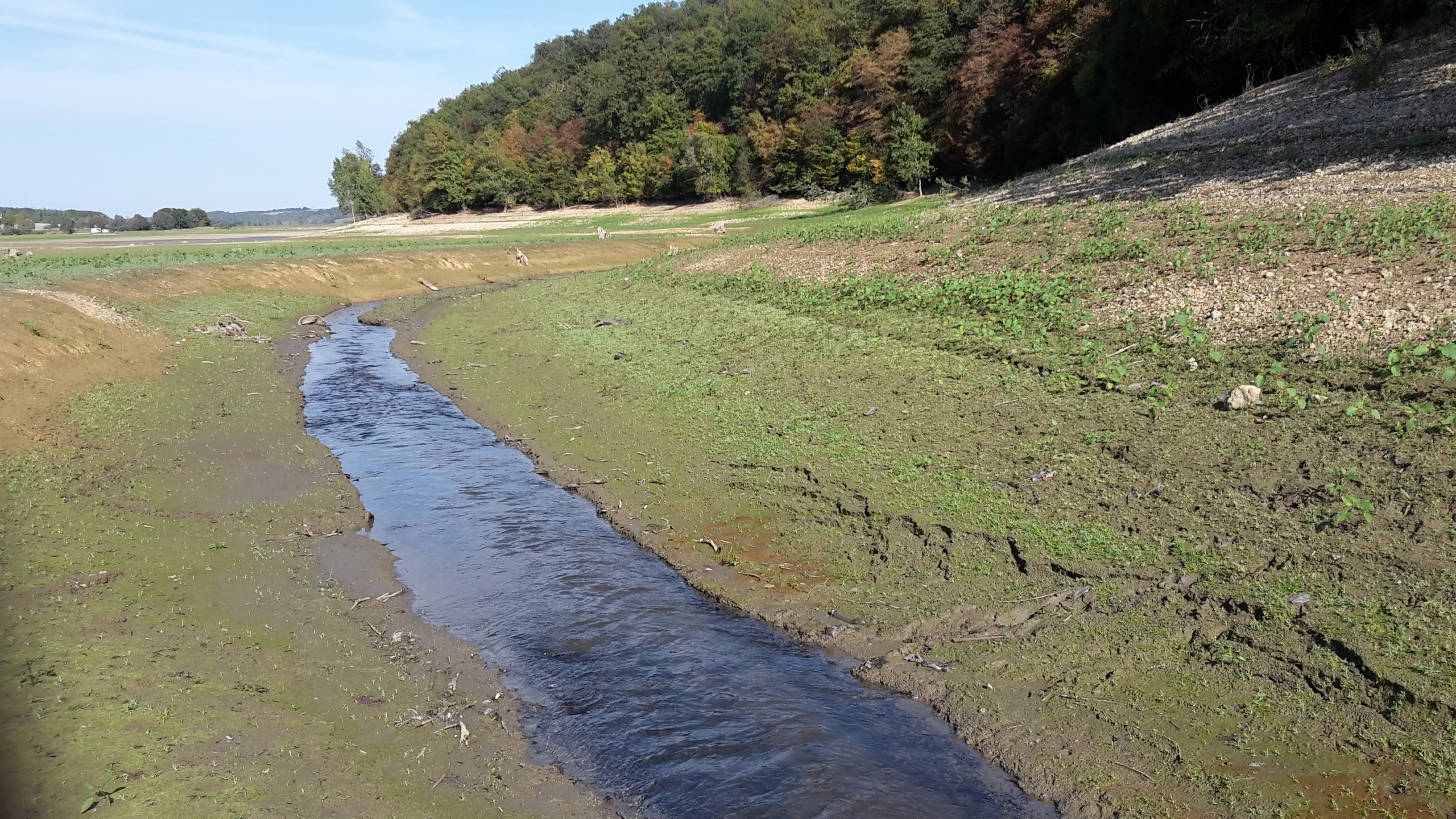
...remettant à vue le cours de l'Arrats.
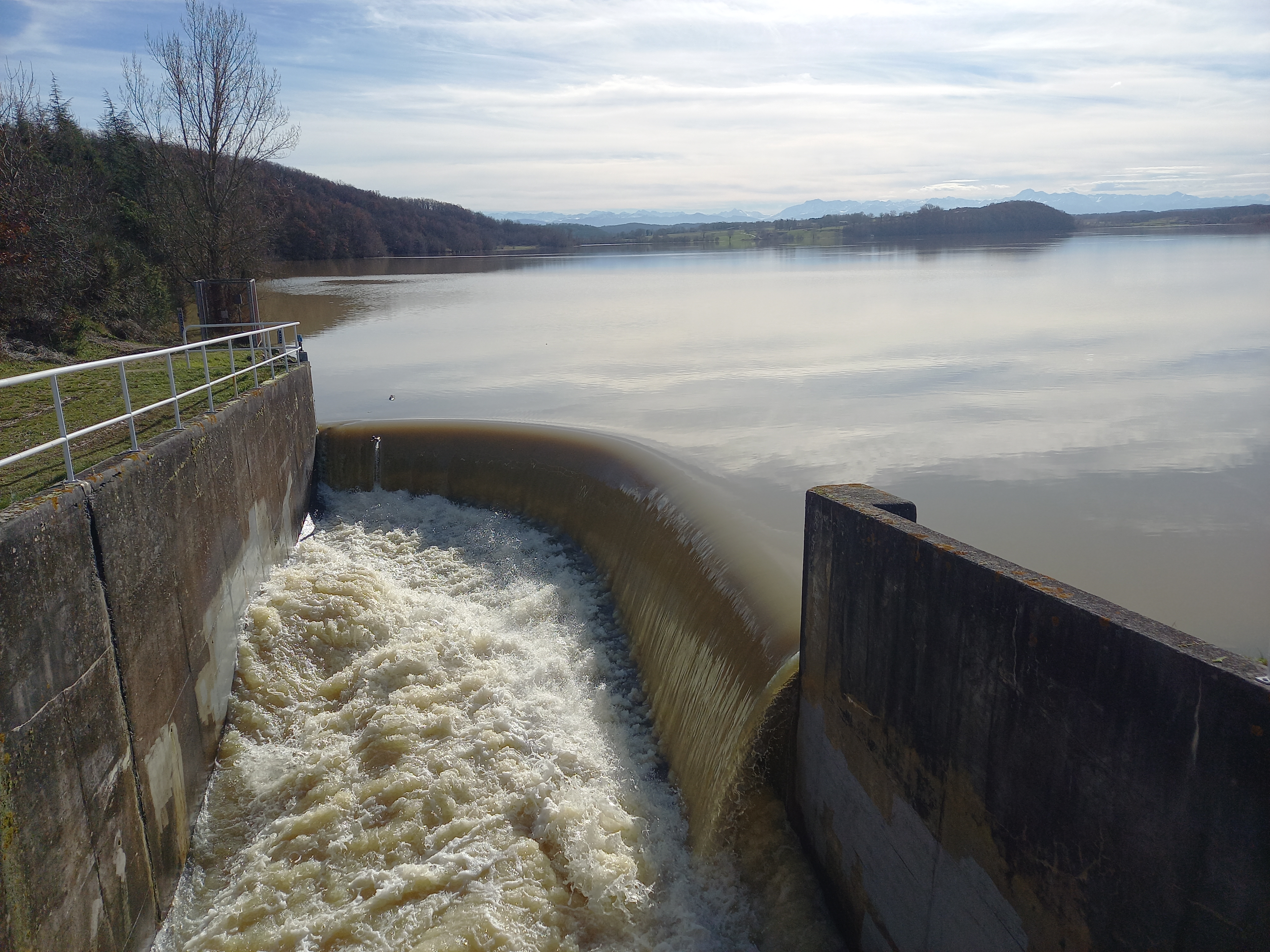
Les eaux du lac se dirigeant vers le déversoir (crue de février 2021).
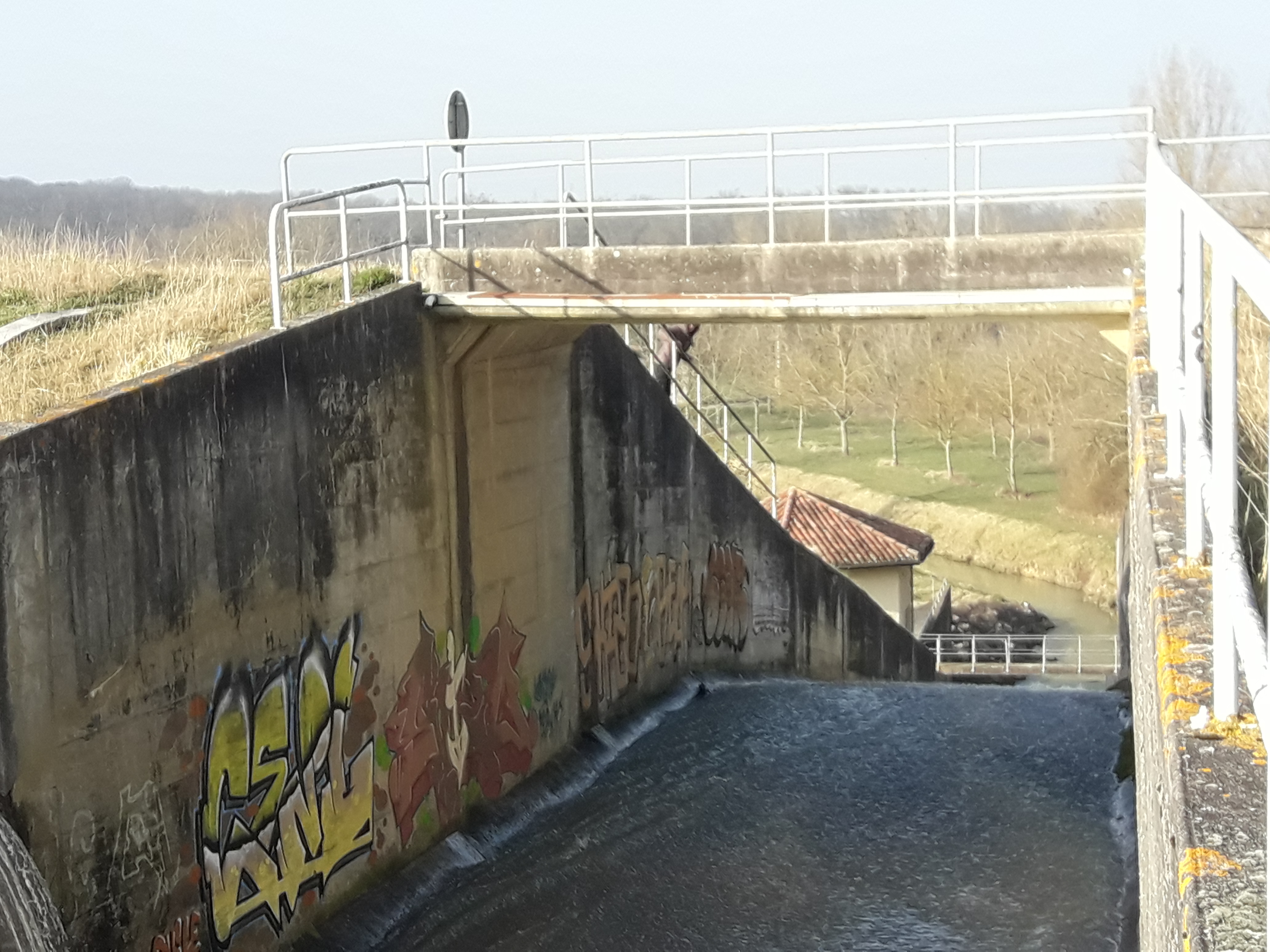
Partie haute du déversoir.
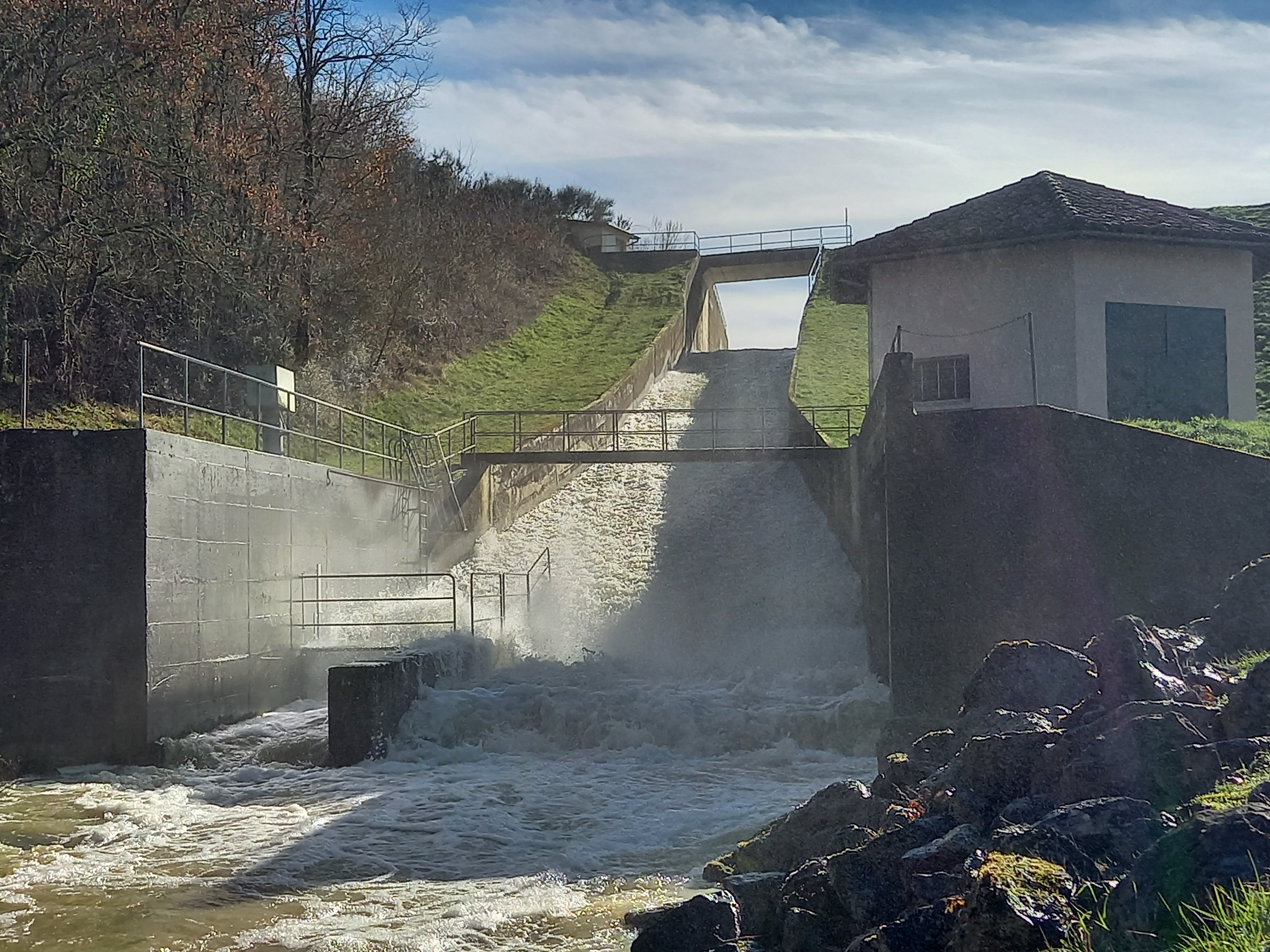
Partie basse.
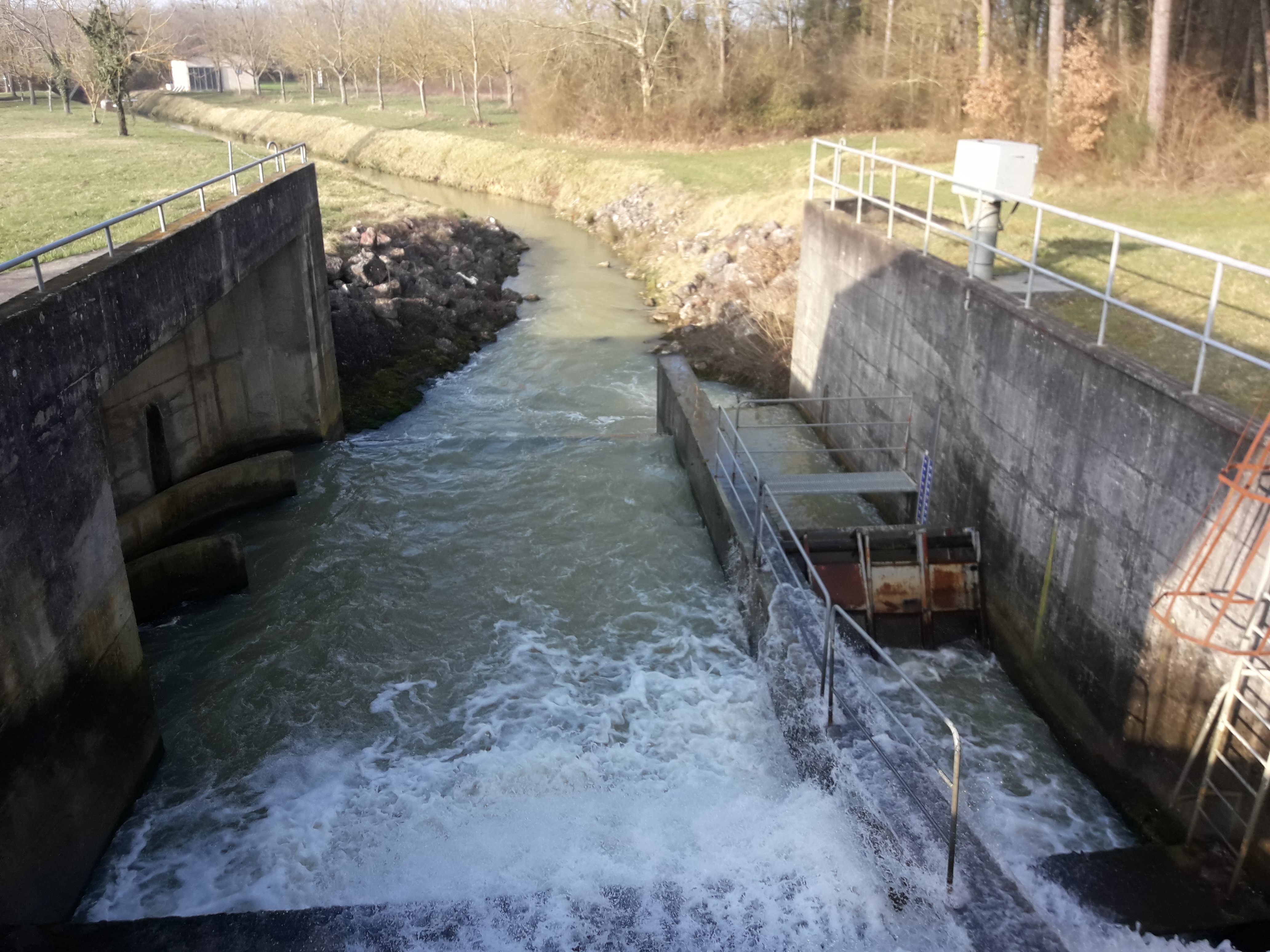
Autre vue de la partie basse.
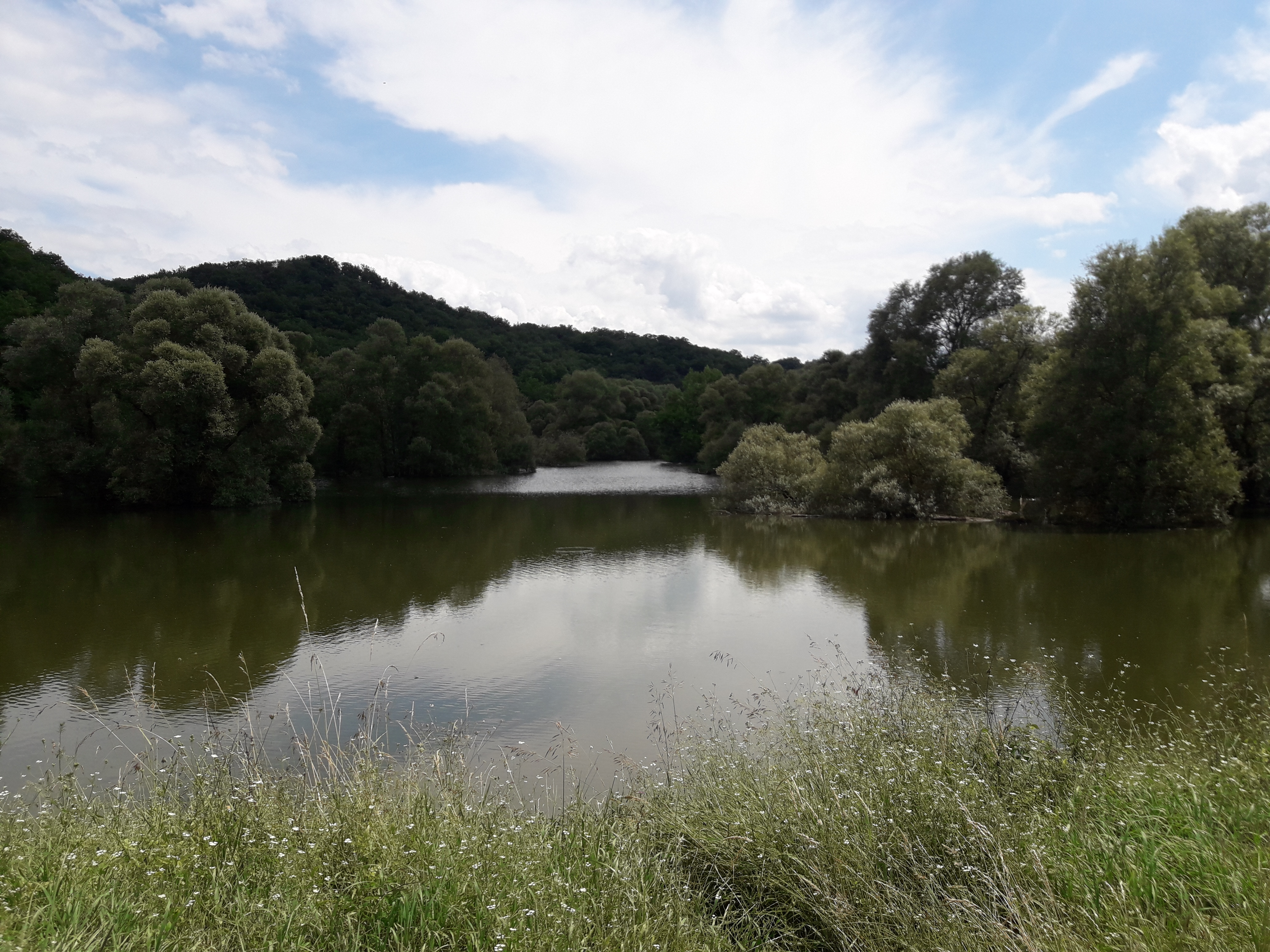
Partie sauvage du bras sud-est.
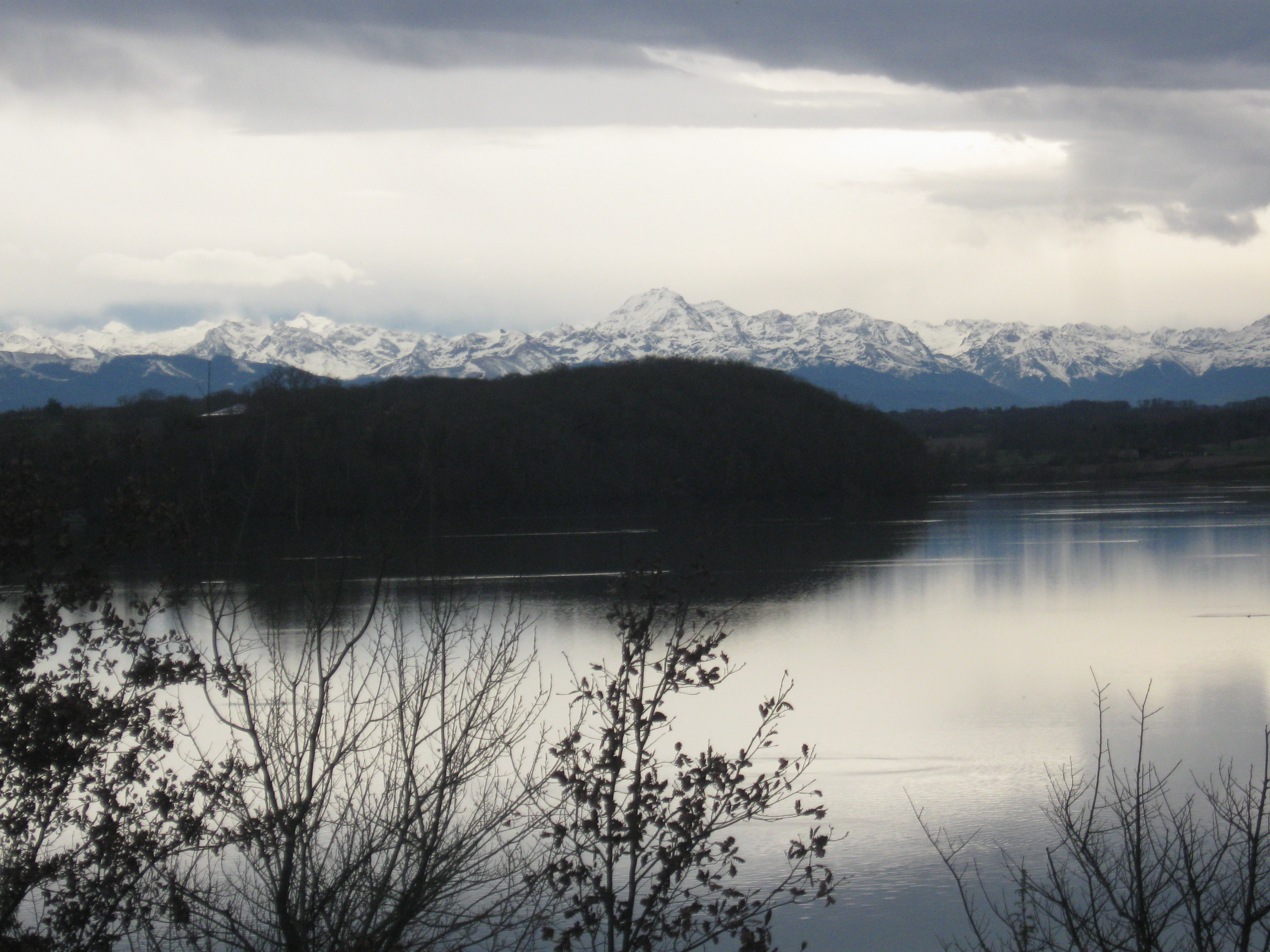
Vue sur les Pyrénées à l'hiver 2025.
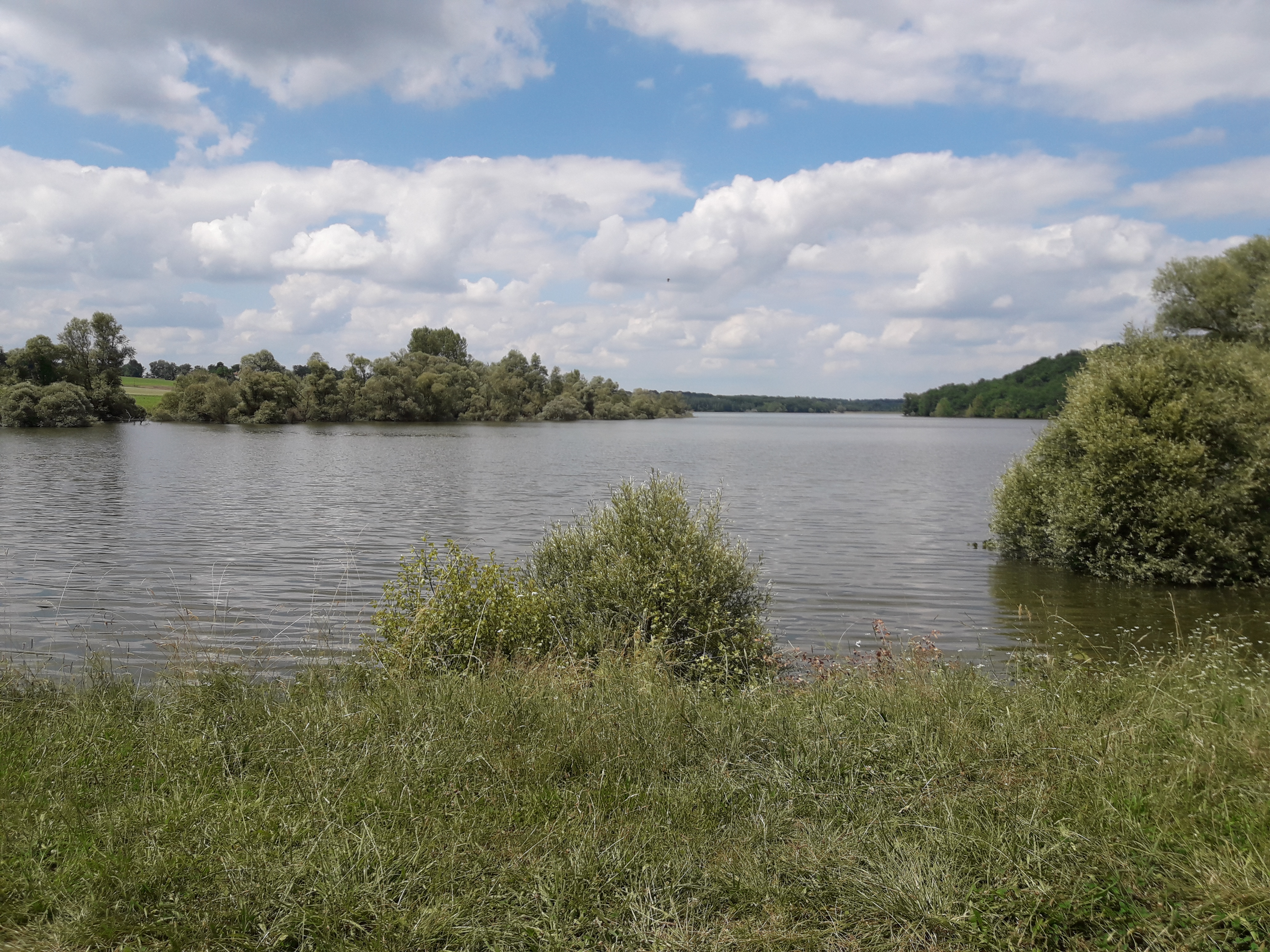
Le plan d'eau à l’été 2018.
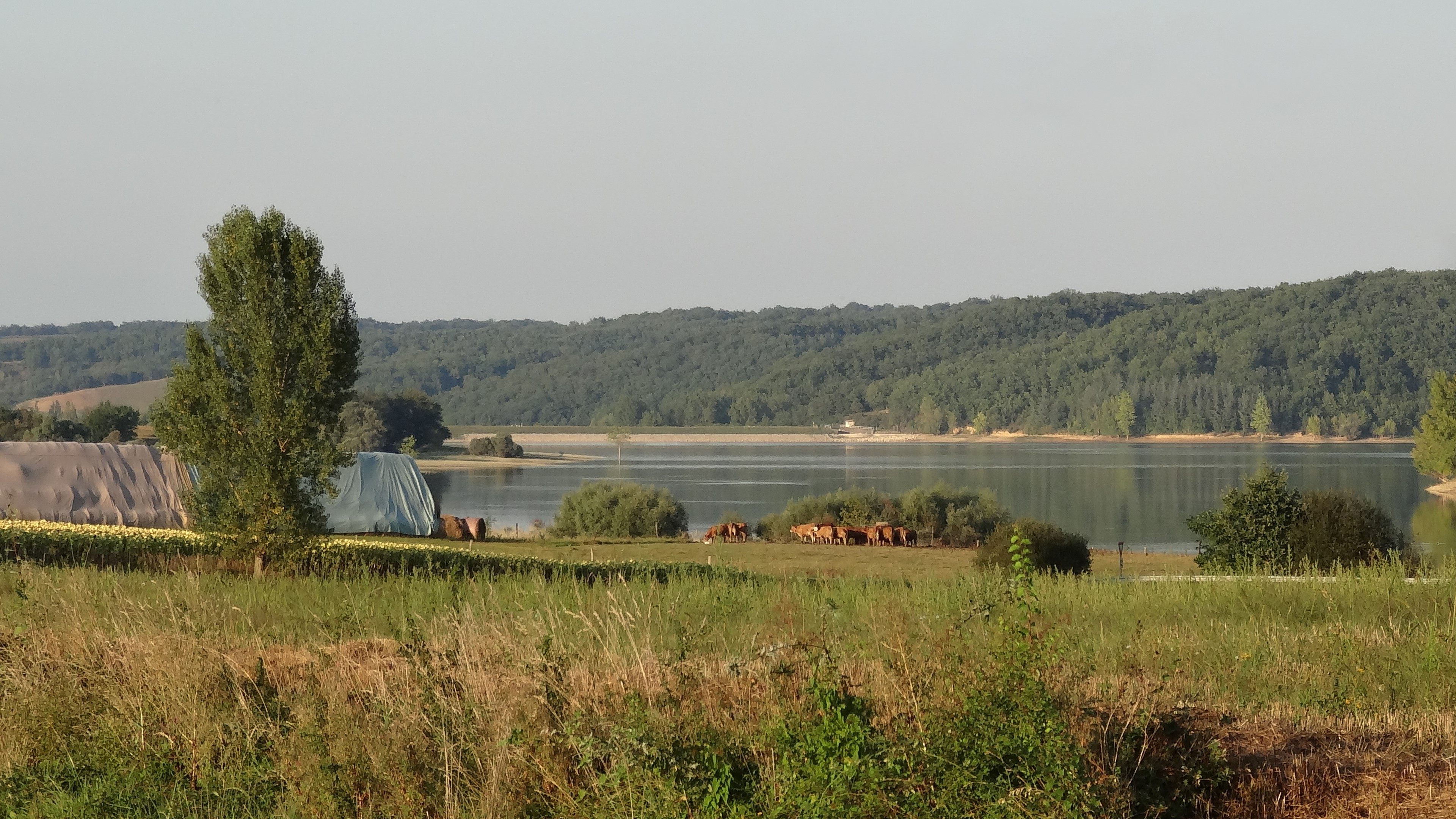
Le lac et son environnement en septembre 2021.